# Olías del Rey
Olías del Rey ist eine Kleinstadt und eine zentralspanische Gemeinde (municipio) mit 8.947 Einwohnern (Stand: 2024) in der Provinz Toledo und der Region Kastilien-La Mancha.

## Lage
Olías del Rey grenzt an Bargas, Cabañas de la Sagra, Magán, Mocejón, Toledo und Yunclillos.

## Bevölkerungsentwicklung
| Jahr      | 1857 | 1900 | 1950 | 2001 | 2011 |
| Einwohner | 1224 | 1316 | 1270 | 3323 | 6976 |